# Rachiplusia ouana
Rachiplusia ouana är en fjärilsart som beskrevs av Embrik Strand 1917. Rachiplusia ouana ingår i släktet Rachiplusia och familjen nattflyn. Inga underarter finns listade.